# Framta
Framta, znany także jako Framtan i Framtane (kastylijski: Frantán, galicyjski: Franta, łacina: Framtanus lub Frantan) – wódz Swebów w 457 roku. Data jego narodzin jest nieznana, zmarł w 457 roku.
Po zamordowaniu przez zwycięskich Wizygotów króla Rechiara w 456 roku i buncie oraz śmierci Aiulfa kwestia obsady tronu swebskiego była otwarta. Rechiar był ostatnim przedstawicielem rodu Hermeryka, który rządził Swebami od 406 roku, a w czasie jego panowania korona byłą dziedziczna, przechodziła z ojca na syna. Państwo Swebów zostało podbite przez Wizygotów, ale bunt Aiulfa sprawił, że utracili oni nad nim kontrolę, mimo iż samego Aiulfa udało im się dość szybko pokonać i zabić.
Część Swebów w 456 roku wybrała swym wodzem Maldrasa na drodze elekcji. Wydaje się, że byli to Swebowie zamieszkujący głównie Luzytanię bowiem tam Maldras działał i jego władza była faktycznie uznawana. Druga duża grupa Swebów, głównie z Galicji, nie uznała wyboru Maldrasa, widząc w nim człowieka niegodnego zaufania i oskarżając go o morderstwo brata. Galicyjski Swebowie zorganizowali więc w 457 roku oddzielną elekcję, wybierając swoim wodzem Framtę. Ten jednak zmarł w kilka miesięcy po wiecu. Jest kwestią dyskusyjną czy po jego śmierci obydwie grupy Swebów uznały władzę Maldrasa, ale jeśli nawet to nie na długo. Galicyjscy Swebowie krótko po śmierci Framty obrali swoim wodzem Rechimunda.